# Fronimi d'Agde
Fronimi (Fronimius) fou bisbe d'Agde entre vers el 569 i el 585. Era tingut un religiós de notable mèrit i molt ben considerat i estimat. Era natiu del Berry però s'havia establert a la Septimània feia ja uns quants anys el 569.
El rei visigot Liuva I (568- 572) el va promocionar per obtenir l'elecció com a bisbe però més tard el seu germà Leovigild el va perseguir a causa del fet que Fronimi havia participat en el reafermament de la fe catòlica per part d'Ingunda, filla de la reina Brunilda d'Austràsia i germana del rei Khildebert II, que havia convertit al seu marit Hermenegild, fill de Leovigild. Inicialment el rei li va causar tota classe de molèsties i li va provocar diversos conflictes amb l'objecte d'obligar-lo a abandonar la seva seu, però el bisbe es va mantenir ferm. Llavors Atanagild va enviar un assassí a sou a Agde per matar a Fronimi, però aquest fou advertit i va fugir de la diòcesi (vers 580) anant a la part franca de les Gàl·lies on fou ben rebut pels bisbes francs; després va passar a la cort del rei Khildebert II que el va fer elegir bisbe de Vence vers 590, uns nou anys després de la seva sortida d'Agde.